# 法伦巴赫
法伦巴赫是德国巴登-符腾堡州的一个市镇。总面积16.42平方公里，总人口2798人，其中男性1389人，女性1409人（2011年12月31日），人口密度170人/平方公里。